# Brucourt
Brucourt är en kommun i departementet Calvados i regionen Normandie i norra Frankrike. Kommunen ligger i kantonen Dozulé som ligger i arrondissementet Lisieux. År 2022 hade Brucourt 128 invånare.

## Befolkningsutveckling
Antalet invånare i kommunen Brucourt
Referens: INSEE

## Galleri

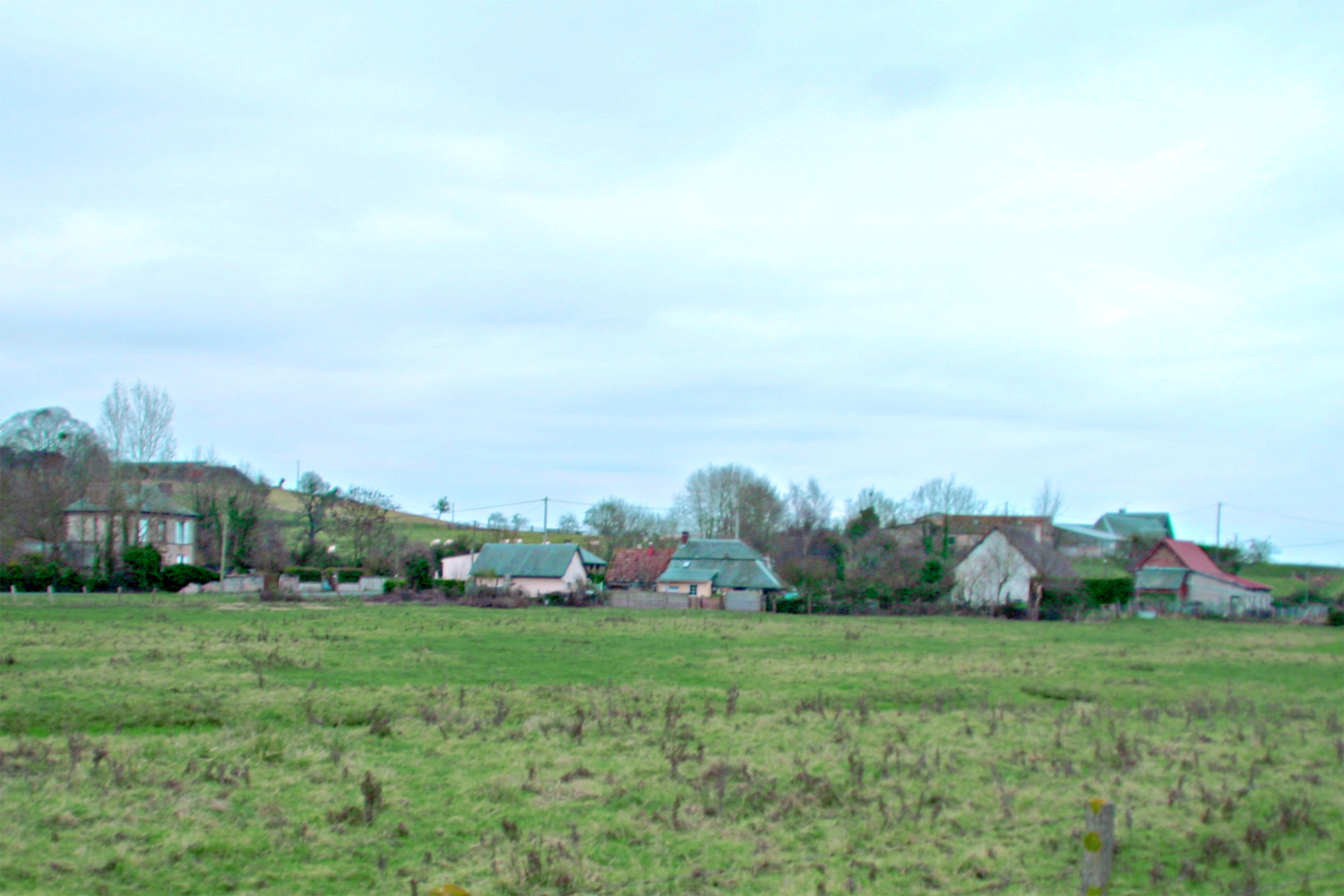
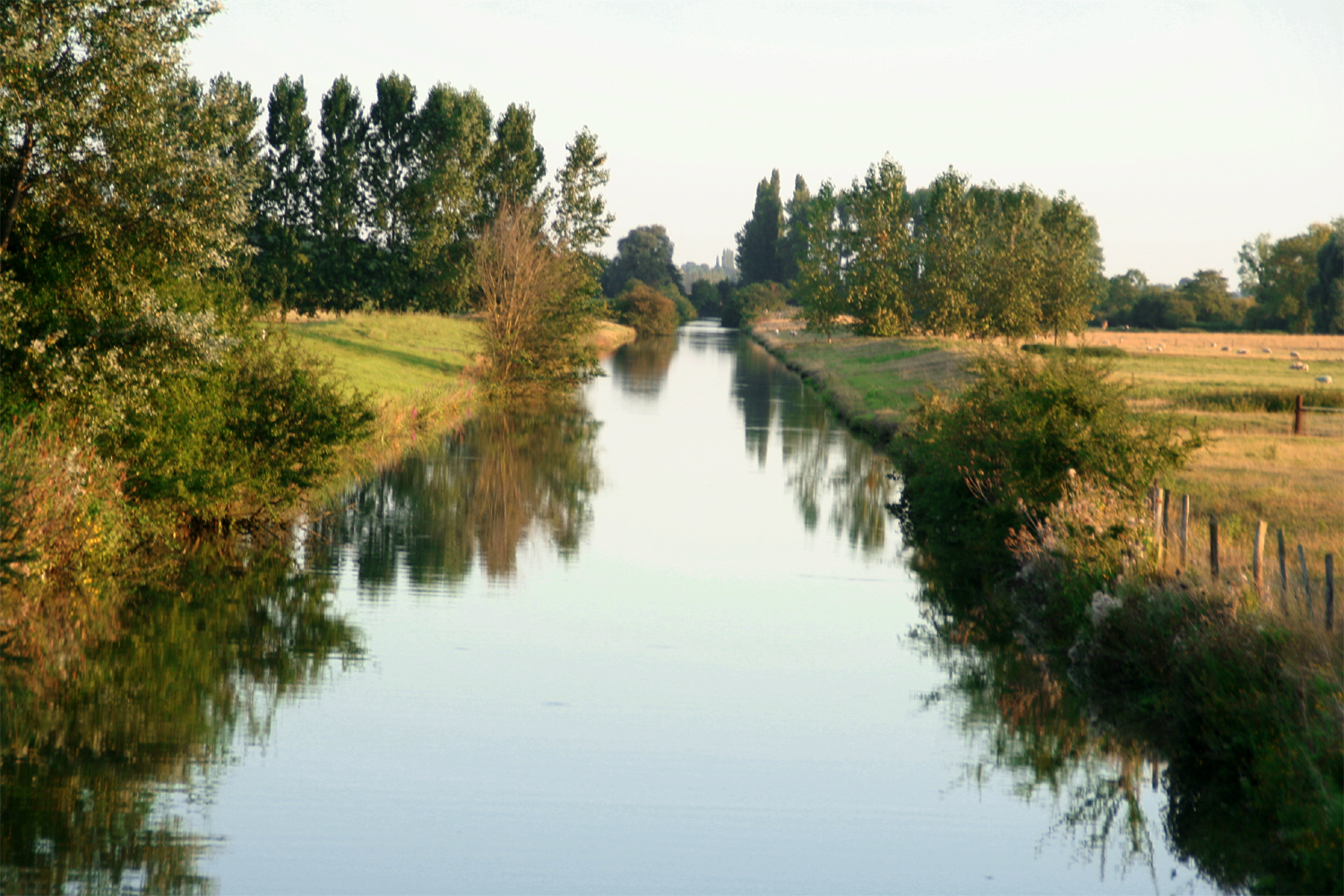
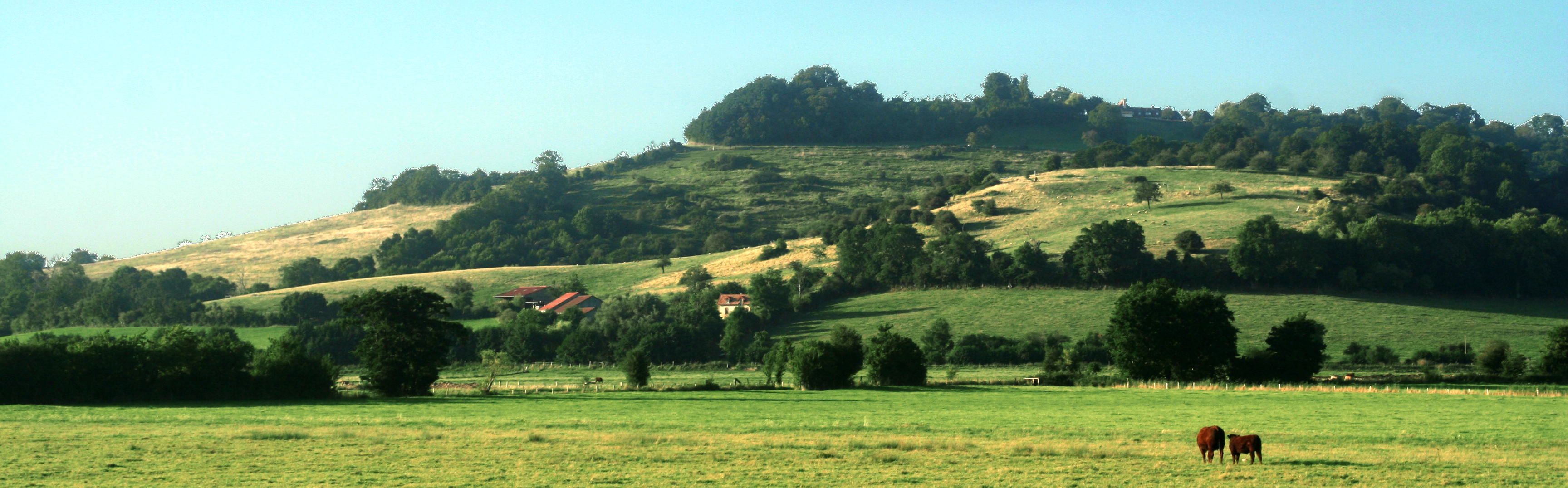
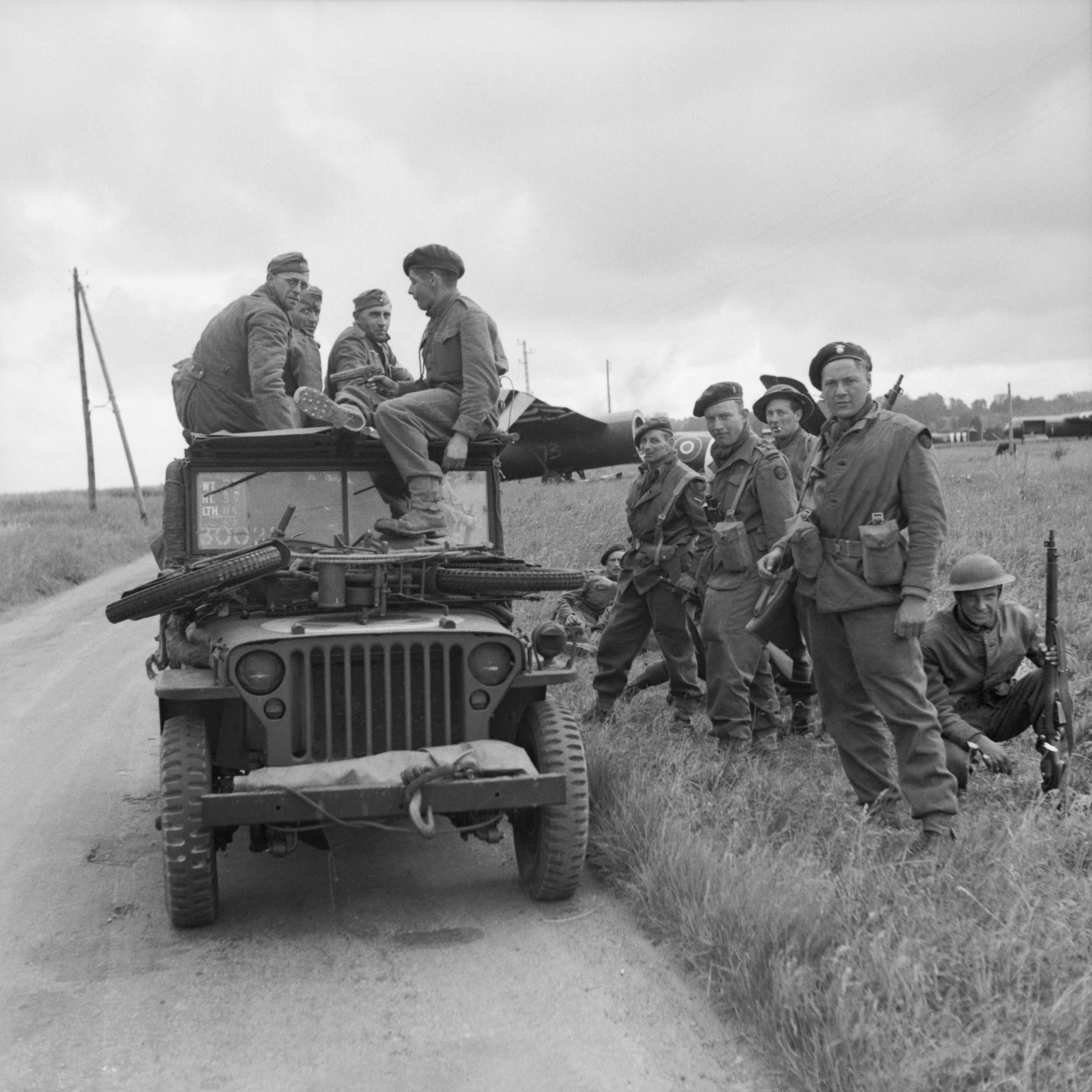
Invasionen av Normandie 1944
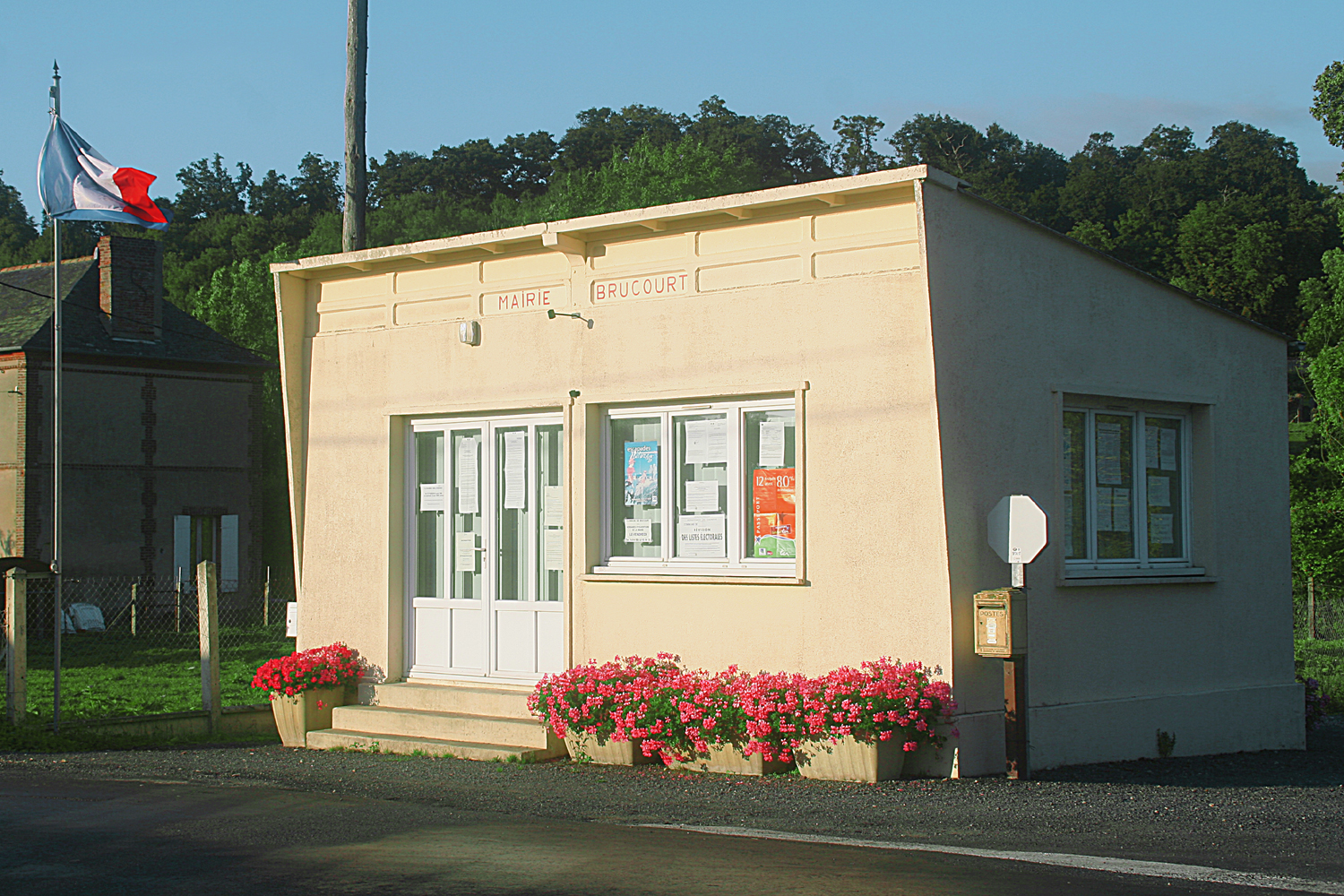
Rådhuset
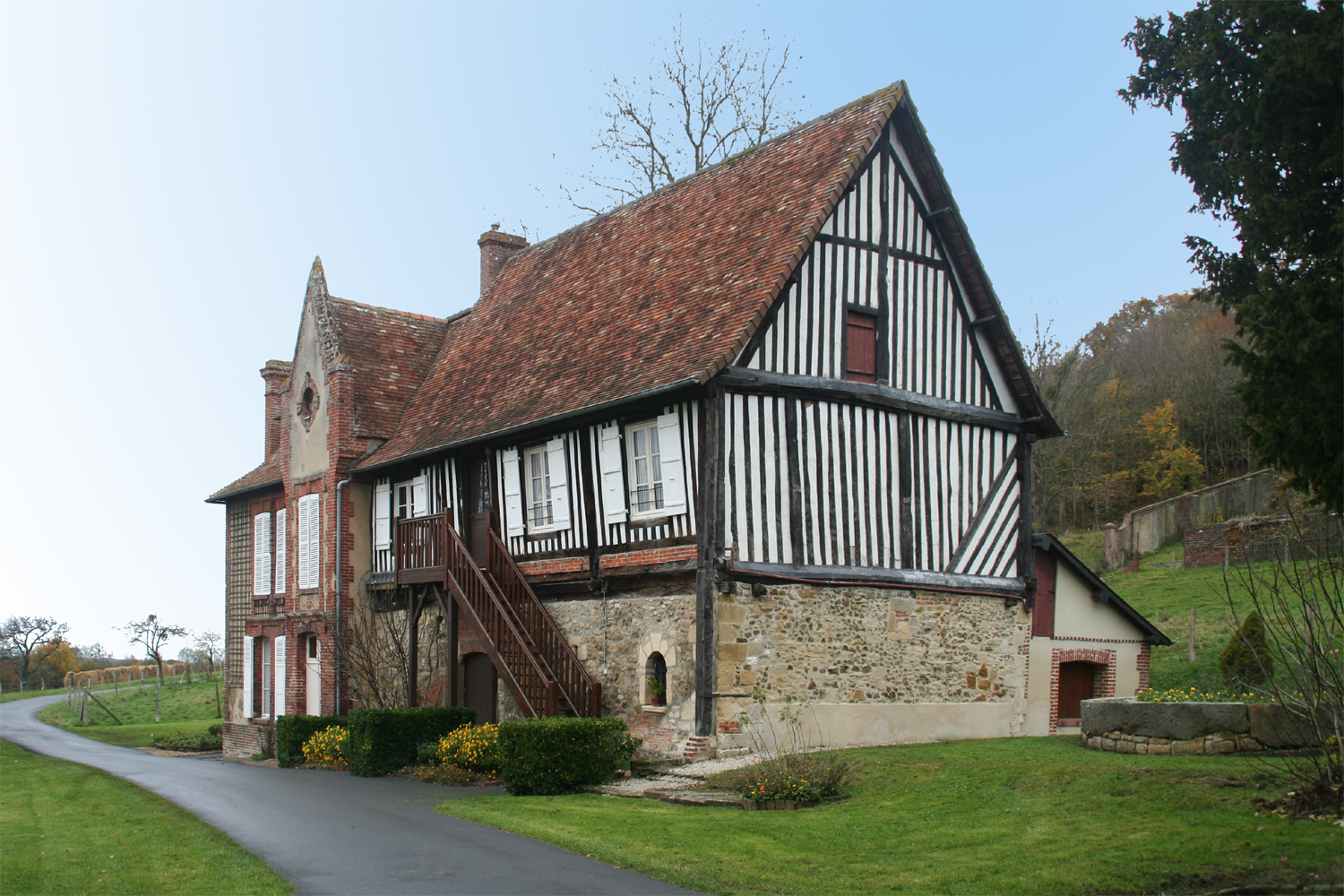